# Amynthas
Genre
Amynthas est un genre de vers de terre de la famille des Megascolecidae. Ils sont connus sous le nom de « vers sauteurs » ou « vers fous » en raison de leur comportement erratique lorsqu'ils sont dérangés,.

## Description

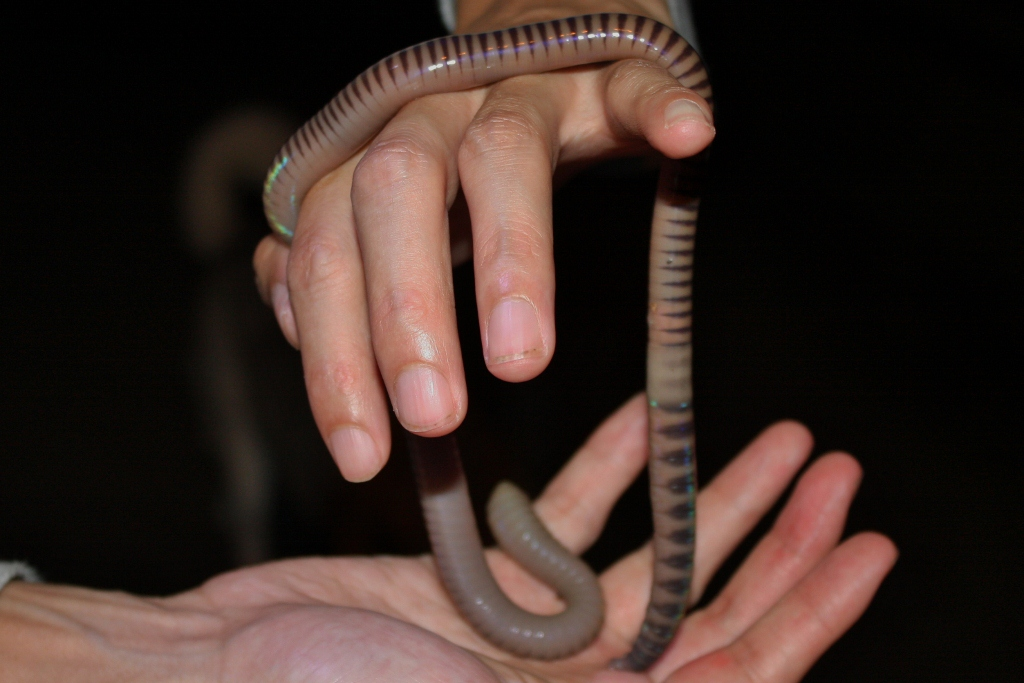
Amynthas robustus.

Les espèces d'Amynthas peuvent être différenciées des autres vers de terre par leur clitellum, qui est pâle, annulaire, proche de la tête et à plat contre le corps. Leur taille varie entre 3,8 et 20,3 cm.

## Répartition
Le genre est originaire d'Asie de l'Est, mais il est envahissant dans de nombreuses régions des États-Unis. Ils sont un sujet de préoccupation dans de nombreux états, car ils perturbent l'écologie des forêts indigènes en affectant la structure et la chimie du sol.

## Cycle de vie
Le taux de reproduction plus rapide des espèces d'Amynthas et leur capacité à se reproduire de manière asexuée (parthénogenèse) ont contribué à leur propagation aux États-Unis. Les vers atteignent leur maturité en 60 jours, ce qui leur permet d'avoir deux éclosions par an. Les œufs sont enveloppés dans de petits cocons, qui passent l'hiver tandis que les adultes meurent au premier gel de l'année. Les jeunes émergent ensuite au printemps suivant.

## Systématique
Le nom valide complet (avec auteur) de ce taxon est Amynthas Kinberg, 1866, publié par le zoologiste suédois Johan Gustaf Hjalmar Kinberg (d).

### Synonymes
Amynthas a pour synonymes :
- Amyntas [Kinberg's alternate original spelling to Amynthas]
- Nitocris Kinberg, 1866

### Liste des espèces
Selon le World Register of Marine Species (24 avril 2025) :
- Amynthas aeruginosus Kinberg, 1866
- Amynthas agrestis (Goto & Hatai, 1899)
- Amynthas alteradamae (Michaelsen, 1934)
- Amynthas ammalinei Hong & James in Hong, Inkhavilay & James, 2024
- Amynthas antethecus Hong, Inkhavilay & James, 2018
- Amynthas apongensis Aspe & James, 2017
- Amynthas aspergillus (Perrier, 1872)
- Amynthas auriculus Chanabun & Panha in Chanabun, Aoonkum, Seesamut, Bantaowong & Panha, 2023
- Amynthas bangoianus (Michaelsen, 1934)
- Amynthas bantanensis Chanabun & Panha in Chanabun, Aoonkum, Seesamut, Bantaowong & Panha, 2023
- Amynthas barbadensis (Beddard, 1892)
- Amynthas bilineatus Tsai & Shen, 2007
- Amynthas bindjeyensis Michaelsen, 1899
- Amynthas bouatongi Hong, Inkhavilay & James, 2018
- Amynthas burchardi Michaelsen, 1899
- Amynthas californicus (Kinberg, 1866)
- Amynthas carnosus (Goto & Hatai, 1899)
- Amynthas castaneus Michaelsen, 1899
- Amynthas catenatus Nguyen, Lam, Trinh & Nguyen, 2020
- Amynthas caudanus (Michaelsen, 1934)
- Amynthas celebensis Michaelsen, 1891
- Amynthas chilanensis C-F. Tsai & S-C. Tsai, 2007
- Amynthas corticis (Kinberg, 1866)
- Amynthas crassitubus Qiu & Dong in Dong et al., 2018
- Amynthas cruxus Tsai & Shen, 2007
- Amynthas culminis Michaelsen, 1899
- Amynthas demptus Qiu & Jiang in Yuan, Dong, Jiang, Zhao & Qiu, 2019
- Amynthas diffringens (Baird, 1869)
- Amynthas elenabondae Hong, Inkhavilay & James, 2018
- Amynthas fissiger Michaelsen, 1899
- Amynthas fleischmani Hong, Inkhavilay & James, 2018
- Amynthas gageodo Blakemore in Blakemore, Park & Seo, 2012
- Amynthas godefroyi Michaelsen, 1899
- Amynthas gracilis (Kinberg, 1866)
- Amynthas hatomajimensis (Ohfuchi, 1957)
- Amynthas hawayanus (Rosa, 1891)
- Amynthas heterochaetus (Michaelsen, 1891)
- Amynthas hiatus Qiu & Yuan in Yuan et al., 2019
- Amynthas hoauykanangensis Hong, Inkhavilay & James, 2018
- Amynthas impudens Michaelsen, 1899
- Amynthas juliani (Perrier, 1875)
- Amynthas juloides Michaelsen, 1899
- Amynthas kalaenensis Michaelsen, 1899
- Amynthas kume Blakemore in Blakemore, Miller & Yong, 2022
- Amynthas lacustris Yuan & Jiang in Yuan, Dong, Jiang, Zhao & Qiu, 2019
- Amynthas lohri Michaelsen, 1899
- Amynthas lompobatangensis Michaelsen, 1899
- Amynthas luridus Shen & Chang, in Shen et al., 2019
- Amynthas masatakae (Beddard, 1892)
- Amynthas maximalis Brown & James, 2023
- Amynthas modiglianii (Rosa, 1889)
- Amynthas montanus (Kinberg, 1866)
- Amynthas nametensis Hong, Inkhavilay & James, 2018
- Amynthas ocellatus Michaelsen, 1899
- Amynthas omtrekensis (Cognetti de Martiis, 1911)
- Amynthas padasensis (Beddard & Fedarb, 1895)
- Amynthas pallidus (Michaelsen, 1892)
- Amynthas perichaeta Beddard, 1900
- Amynthas phakellotheca Michaelsen, 1899
- Amynthas phimpheti Hong, Inkhavilay & James, 2018
- Amynthas phuquocensis Nguyen, Lam, Trinh & Nguyen, 2020
- Amynthas piyakarnae Hong & James in Hong, Inkhavilay & James, 2024
- Amynthas poropapillatus Nguyen, Lam, Trinh & Nguyen, 2020
- Amynthas primadamae (Michaelsen, 1934)
- Amynthas quadripapillatus Michaelsen, 1899
- Amynthas recavus Yuan & Jiang in Yuan et al., 2019
- Amynthas reductus Nguyen, Lam & Nguyen, 2022
- Amynthas robustus (Perrier, 1872)
- Amynthas rodericensis (Grube, 1879)
- Amynthas ruiyenensis Shen, in Shen et al., 2019
- Amynthas rusticanus Sun & Qiu in Sun et al., 2021
- Amynthas sakonnakhonensis Chanabun & Panha in Chanabun, Aoonkum, Seesamut, Bantaowong & Panha, 2023
- Amynthas sarasinorum Michaelsen, 1899
- Amynthas semifasciatus Michaelsen, 1899
- Amynthas shengtangmontis Dong & Jiang, 2019
- Amynthas shimaensis (Goto & Hatai, 1899)
- Amynthas shinanmontis Tsai & Shen, 2007
- Amynthas somechanae Hong, Inkhavilay & James, 2018
- Amynthas stabilis Dong & Jiang in Dong et al., 2018
- Amynthas stelleri (Michaelsen, 1891)
- Amynthas subulatus Michaelsen, 1899
- Amynthas taoyuanensis Qiu & Jin in Jin et al., 2024
- Amynthas tertiadamae (Michaelsen, 1934)
- Amynthas tobaensis Michaelsen, 1899
- Amynthas tokioensis (Beddard, 1892)
- Amynthas tonkinensis (Michaelsen, 1934)
- Amynthas tortuosus Qiu & Dong, 2019
- Amynthas triastriatus (Y. Chen, 1946)
- Amynthas triatmowidii Amaliah, Fahri & Nguyen, 2024
- Amynthas whitteni Bantaowong, Chanabun & Panha, 2020
- Amynthas wiggeri Hong, Inkhavilay & James, 2018
- Amynthas xayi Hong & James in Hong, Inkhavilay & James, 2024
- Amynthas xiangtanensis Qiu & Jin in Jin et al., 2024
- Amynthas xuanchengensis Jin & Li in Jin et al., 2024
- Amynthas yuanjiangensis Sun & Qiu in Sun et al., 2021

### Publication originale
- (la) J. G. H. Kinberg, « Annulata Nova [Continuatio. Fam. Lumbricina (Sav.) », Öfversigt af Kongl. Vetenskaps- Akadamiens Förhandlingar, vol. 23, no 4,‎ 1866, p. 97-103 (lire en ligne , consulté le 24 avril 2025)